# Coris aygula
Coris aygula es una especie de peces de la familia Labridae en el orden de los Perciformes.

## Morfología
Los machos pueden llegar alcanzar los 120 cm de longitud total.

## Distribución geográfica
Se encuentra desde el mar Rojo y la África Oriental hasta el sur de Japón, el isla de Lord Howe y la isla de  Rapa.

## Galería de imágenes

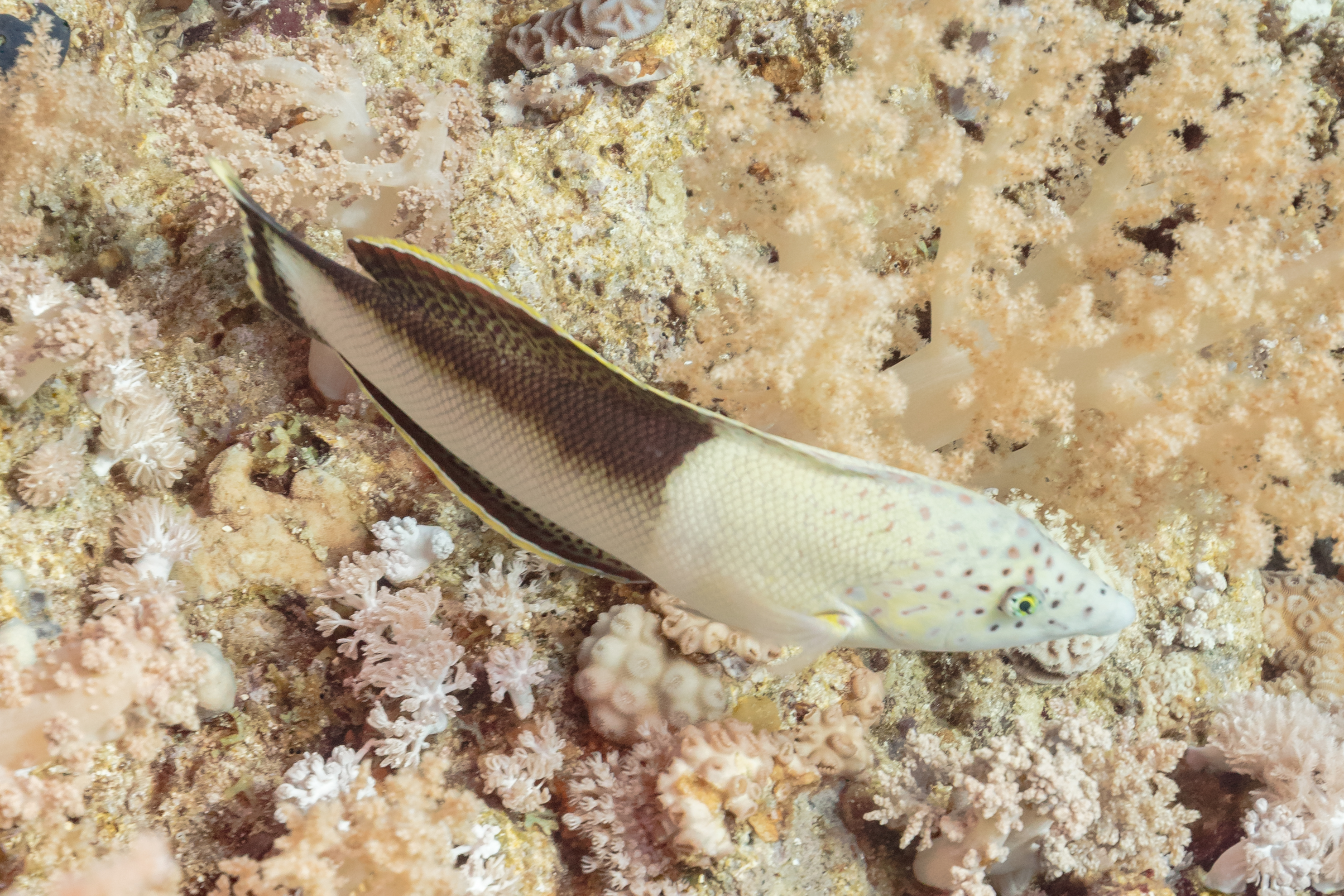
Fase inicial.
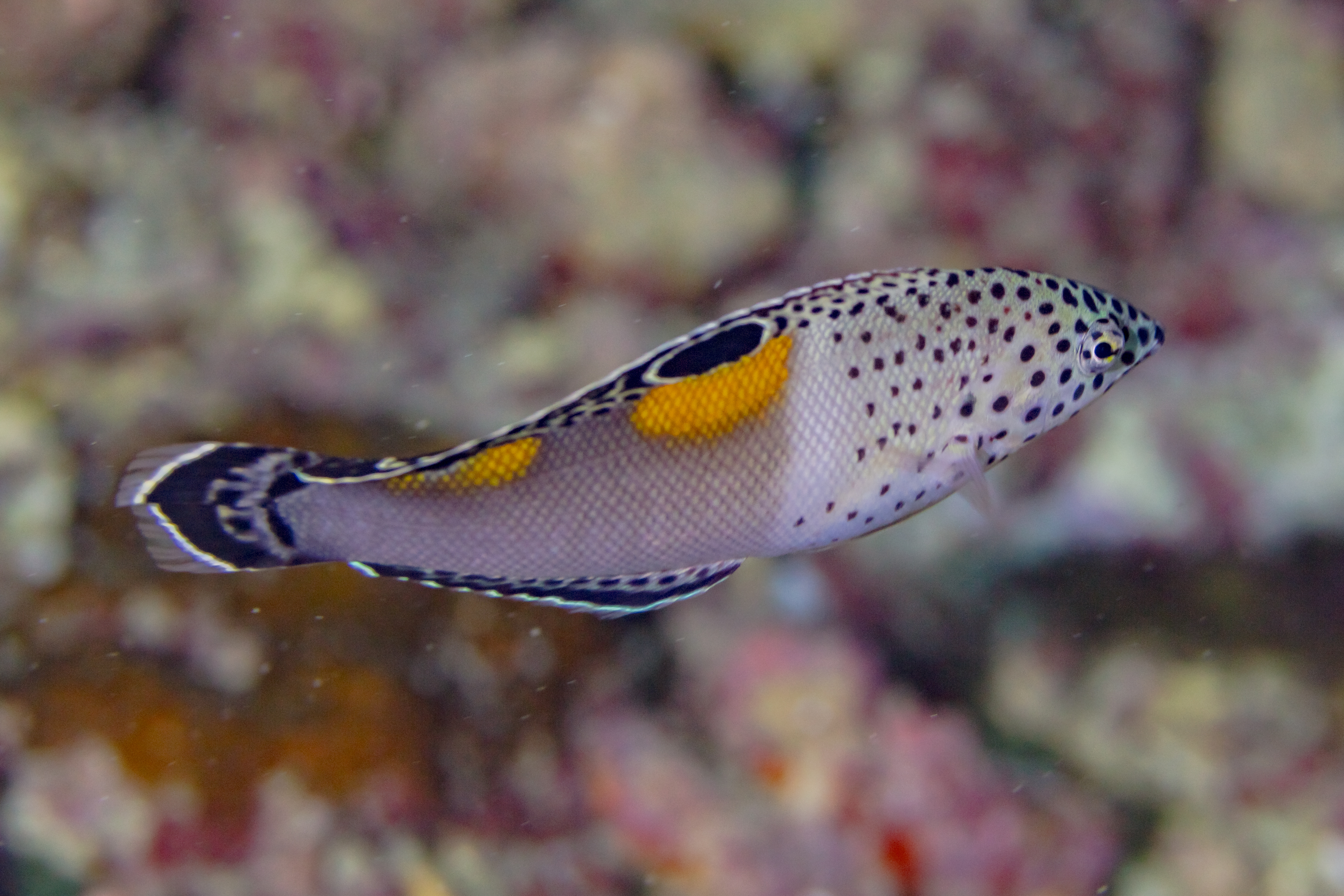
Ejemplar joven.
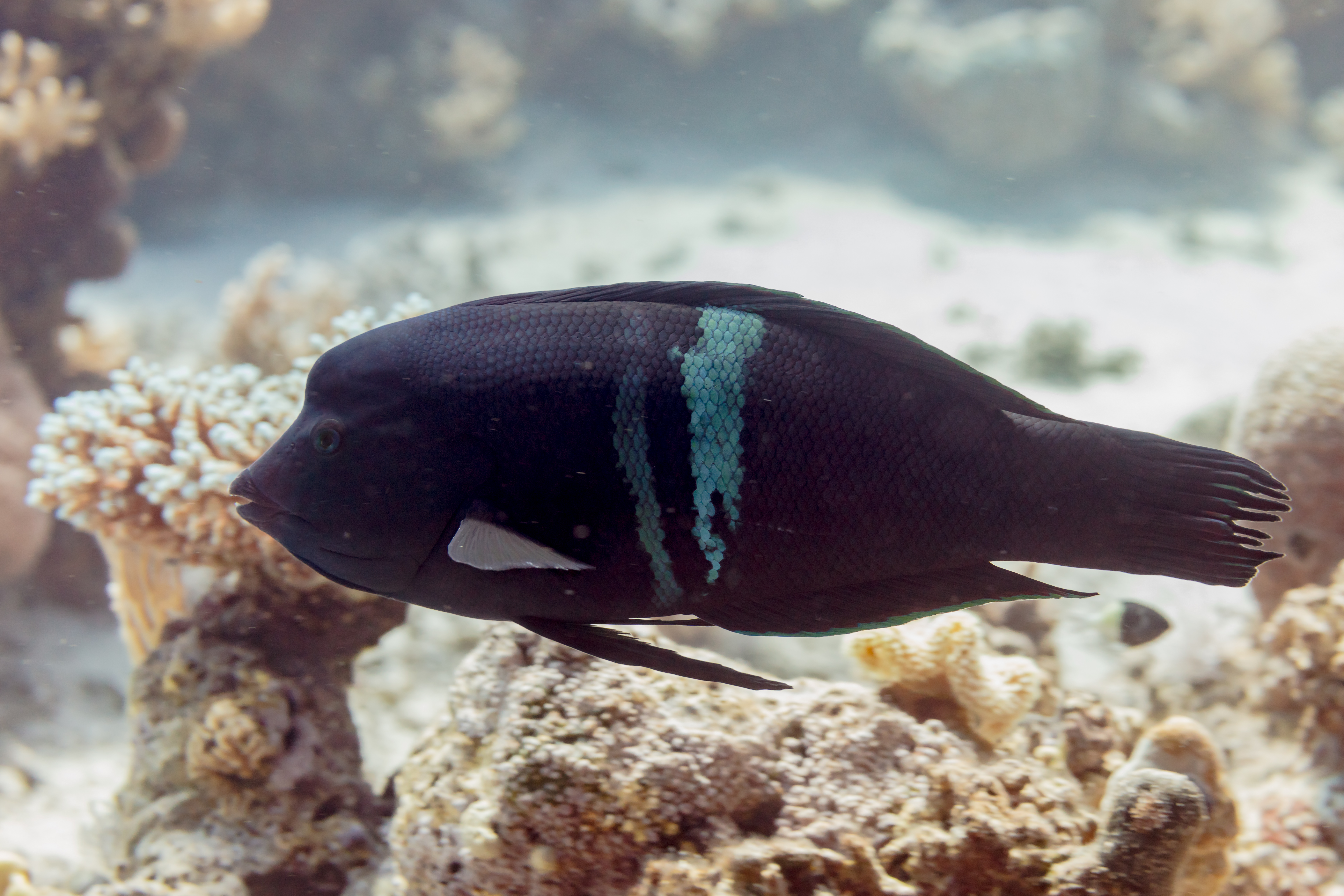
Adulto fotografiado en el mar Rojo.